# Liste der Baudenkmäler in Fürth/N
Diese Liste ist eine Teilliste der Liste der Baudenkmäler in Fürth. Grundlage der Liste ist die Bayerische Denkmalliste, die auf Basis des bayerischen Denkmalschutzgesetzes vom 1. Oktober 1973 erstmals erstellt wurde und seither durch das Bayerische Landesamt für Denkmalpflege geführt und aktualisiert wird. Die folgenden Angaben ersetzen nicht die rechtsverbindliche Auskunft der Denkmalschutzbehörde.
Dieser Teil der Liste beschreibt die denkmalgeschützten Objekte in folgenden Straßen:
- Neumannstraße
- Nürnberger Straße

## Neumannstraße
| Lage                        | Objekt                   | Beschreibung | Akten-Nr.                | Bild                 |
| --------------------------- | ------------------------ | --- | ------------------------ | -------------------- |
| Neumannstraße 15 (Standort) | Mietshaus                | Viergeschossiger traufseitiger Satteldachbau mit Sandsteinfassade, breitem Zwerchhaus und ausgebautem Dachgeschoss, historisierend, von Adam Egerer, 1900; bauliche Gruppe mit Neumannstraße 17. | D-5-63-000-942 Wikidata  | Mietshaus            |
| Neumannstraße 17 (Standort) | Mietshaus                | Viergeschossiger traufseitiger Satteldachbau mit Sandsteinfassade, Zwerchhaus, mittigem Eisenbalkon und ausgebautem Dachgeschoss, historisierend, von Pankraz Sachs, 1899/1900; bauliche Gruppe mit Neumannstraße 15. | D-5-63-000-1815 Wikidata | Mietshaus            |
| Neumannstraße 18 (Standort) | Mietshaus in Ecklage     | Viergeschossiger Satteldachbau mit Sandsteinfassade, Zwerchhaus mit Volutengiebel, Erker an der abgeschrägten Ecke und ausgebautem Fachwerk-Dachgeschoss, im Neu-Nürnberger-Stil, von Fritz Walter, 1899. | D-5-63-000-943 Wikidata  | Mietshaus in Ecklage |
| Neumannstraße 19 (Standort) | Mietshaus                | Viergeschossiger traufseitiger Satteldachbau mit Sandsteinfassade, breitem Zwerchhaus und ausgebautem Dachgeschoss, historisierend, von Karl Wilhelm Bohn, 1900. | D-5-63-000-944 Wikidata  | Mietshaus            |
| Neumannstraße 20 (Standort) | Mietshaus                | Viergeschossiger traufseitiger Backsteinbau mit Satteldach, Sandsteinerdgeschoss und -gliederung, zwei seitlichen Zwerchhäusern und ausgebautem Fachwerk-Dachgeschoss, historisierend, von Georg Bauer, 1900; Rückgebäude, zweigeschossiger Putzbau mit Pultdach, Schuppen, erdgeschossiger Backsteinbau mit Pultdach, gleichzeitig; bauliche Gruppe mit Neumannstraße 22. | D-5-63-000-945 Wikidata  | Mietshaus            |
| Neumannstraße 21 (Standort) | Mietshaus                | Viergeschossiger Mansarddachbau mit Sandsteinfassade, rustiziertem Erdgeschoss und Maßwerkdekor, historisierend, von Karl Wilhelm Bohn, 1904/05. | D-5-63-000-946 Wikidata  | Mietshaus            |
| Neumannstraße 22 (Standort) | Mietshaus                | Viergeschossiger traufseitiger Backsteinbau mit Satteldach, Sandsteinerdgeschoss und -gliederung, mittigem Zwerchhaus und ausgebautem Fachwerk-Dachgeschoss, historisierend, von Georg Bauer, bez. 1899; bauliche Gruppe mit Neumannstraße 20. | D-5-63-000-947 Wikidata  | weitere Bilder       |
| Neumannstraße 23 (Standort) | Mietshaus                | Viergeschossiger traufseitiger Satteldachbau mit Sandsteinfassade, rustiziertem Erdgeschoss, hohem Zwerchhausgiebel und ausgebautem Dachgeschoss, historisierend, von Karl Wilhelm Bohn, 1901/02. | D-5-63-000-948 Wikidata  | Mietshaus            |
| Neumannstraße 24 (Standort) | Mietshaus in Ecklage     | Drei- bis viergeschossiger, asymmetrischer Putzbau mit Sattel- und Mansarddach, Sandsteinerdgeschoss, Stuckdekor, Erkern, Loggien, Zwerchgiebeln und polygonalem Eckerkerturm, historisierend, von Fritz Walter sowie J. und M. Müller, bez. 1910. | D-5-63-000-949 Wikidata  | Mietshaus in Ecklage |
| Neumannstraße 28 (Standort) | Mietshaus in Ecklage     | Viergeschossiger Backsteinbau mit Satteldach, Sandsteinerdgeschoss und -gliederung, Zwerchhäusern, Eckturmaufsatz und ausgebautem Fachwerk-Dachgeschoss, historisierend, von Fritz Walter, 1899. | D-5-63-000-950 Wikidata  | Mietshaus in Ecklage |
| Neumannstraße 30 (Standort) | Ehemaliges Fabrikgebäude | Freistehender, zweigeschossiger Rohbacksteinbau mit Mansardwalmdach, Lisenengliederung, Sandsteindetails und Ädikula-Zwerchgiebel, in Neurenaissance-Formen, von Ing. Scharff, 1883/84; Einfriedung, Eisengittertore zu beiden Seiten des Gebäudes, gleichzeitig. | D-5-63-000-951 Wikidata  | weitere Bilder       |
| Neumannstraße 33 (Standort) | Mietshaus                | Fünfgeschossiger traufseitiger Satteldachbau mit Rauputzfassade, zwei Flacherkern und mittiger Nischenfigur des Heiligen Florian, historisierend, vom Stadtbauamt Fürth, bez. 1926. | D-5-63-000-952 Wikidata  | weitere Bilder       |
| Neumannstraße 35 (Standort) | Mietshaus in Ecklage     | Fünfgeschossiger Satteldachbau mit Sandsteinfassade, rustiziertem Erdgeschoss und Bodenerker an der abgeschrägten Ecke, Neurenaissance, von Konrad Glenk, 1899/1900, nach schweren Kriegsschäden 1952/53 wiederaufgebaut. | D-5-63-000-953 Wikidata  | Mietshaus in Ecklage |
| Neumannstraße 60 (Standort) | Villa                    | Zweigeschossiger traufseitiger Satteldachbau mit Sandsteinerdgeschoss, Fachwerkobergeschoss und hölzernem Loggienvorbau, Heimatstil, 1879. | D-5-63-000-954 Wikidata  | weitere Bilder       |
| Neumannstraße 66 (Standort) | Villa                    | Zweigeschossiger traufseitiger Sandsteinquaderbau mit Satteldach und flachem Zwerchgiebel, spätklassizistisch, von Josef Bleschart, 1879; Nebengebäude, erdgeschossiger Sandsteinquaderbau mit Satteldach, von Paulus Müller, gleichzeitig. | D-5-63-000-955 Wikidata  | Villa                |

## Nürnberger Straße
| Lage                                                    | Objekt | Beschreibung | Akten-Nr.                | Bild |
| ------------------------------------------------------- | --- | --- | ------------------------ | --- |
| Nürnberger Straße 2 (Standort)                          | Mietshaus in Ecklage | Viergeschossiger Mansarddachbau mit aufwendig gegliederter und dekorierter Sandsteinfassade mit rustiziertem Erdgeschoss, asymmetrisch angegordeten Breiterkern, Gitterbalkonen, Zwerchgiebeln und eingestelltem Polygonalerker mit Turmaufsatz, Spätjugendstil, von Fritz Walter, bez. 1910–11; bauliche Gruppe mit Nürnberger Straße 2a. | D-5-63-000-957 Wikidata  | weitere Bilder |
| Nürnberger Straße 2a (Standort)                         | Mietshaus | Viergeschossiger Mansarddachbau mit reich gegliederter und dekorierter Sandsteinfassade mit rustiziertem Erdgeschoss, Breiterker mit Eisenbalkonen und Walmdachzwerchhaus, Spätjugendstil, von Fritz Walter, 1910/11; bauliche Gruppe mit Eckhaus Nürnberger Straße 2. | D-5-63-000-958 Wikidata  | weitere Bilder |
| Nürnberger Straße 3 (Standort)                          | Mietshaus in Ecklage, ehemals mit Gaststätte, heute Kino Babylon                                                                                                | Viergeschossiger Putzbau mit Mansarddach, Zwerchhaus mit Schweifgiebel, Sandsteinerdgeschoss, Eisengitterbalkonen und Sandsteineckerker mit polygonalem Turmaufsatz, nordöstlich in der Engelhardtstraße anschließender Nebenflügel, dreigeschossiger Sandsteinbau mit Mansarddach und Zwerchgiebel, Neubarock, von Fritz Walter, 1898, Nebenflügel von Heinrich Bayer, 1896; Einfriedung, Pfeilgitterzaun und Sandsteinpfeiler, gleichzeitig. | D-5-63-000-959 Wikidata  | Mietshaus in Ecklage, ehemals mit Gaststätte, heute Kino Babylon                                                                                                |
| Nürnberger Straße 4 (Standort)                          | Wohnhaus | Dreigeschossiger traufseitiger Satteldachbau mit Sandsteinfassade, Sohlbankgesimsen und gotisierendem Gitterbalkon am flachen Mittelrisalit, klassizistisch, von Johann Löhr, 1834. | D-5-63-000-960 Wikidata  | Wohnhaus |
| Nürnberger Straße 6 (Standort)                          | Wohnhaus | Dreigeschossiger traufseitiger Satteldachbau mit Sandsteinfassade, Gurtgesimsen, klassizistisch, von Johann Heinrich Jordan, 1830. | D-5-63-000-961 Wikidata  | Wohnhaus |
| Nürnberger Straße 10 (Standort)                         | Wohnhaus | Dreigeschossiger traufseitiger Satteldachbau mit Sandsteinfassade, Sohlbankgesimsen und flachem Mittelrisalit, klassizistisch, um 1830, Aufstockung von Wilhelm Evora, 1875; Rückgebäude, dreigeschossiger, teils verputzter Sandsteinbau mit Pultdach, wohl um 1875. | D-5-63-000-963 Wikidata  | BW |
| Nürnberger Straße 14 (Standort)                         | Wohnhaus | Zweigeschossiger traufseitiger Satteldachbau mit Sandsteinfassade, Gurtgesimsen, flachem Mittelrisalit und Walmdachzwerchhaus, klassizistisch, von Carl Hofmann, bez. 1832, Erdgeschossumbau von Fritz Walter, 1898; ehemalige Remise im Hof, erdgeschossiger Sandsteinbau mit Pultdach, Ende 19. Jahrhundert. | D-5-63-000-964 Wikidata  | BW |
| Nürnberger Straße 15 (Standort)                         | Evangelisch-Lutherische Auferstehungskirche (Pfarrkirche) | Sandsteinbau mit Satteldach, Fassadenturm, Säulenportalen und halbrunder Chorapsis, Saalbau mit Kassettendecke und seitlichen Doppelemporen, klassizistisch, von Johann Brüger, 1825/26, Sakristeianbau an Chorapsis von Johann Christoph Kißkalt, 1886, Umbau von Fritz Walter, 1902, Renovierung und Einbau der Kassettendecke von Georg Böhner, 1913/14; mit Ausstattung; freistehend auf dem ehemaligen Friedhof (jetzt Stadtpark, vgl. dort); mit fünf Grabsteinen, bei der Kirche aufgestellt, Sandstein, klassizistisch, um 1800; an der Straße zwei Sandsteintorpfeiler mit Vasen und Eisengitter und konvexe Sandsteinbrüstungsmauer, gleichzeitig. | D-5-63-000-965 Wikidata  | weitere Bilder |
| Nürnberger Straße 18 (Standort)                         | Städtische Polizeidirektion | Eckbau, dreigeschossiger Walmdachbau mit Sandsteinfassade, plastischem Dekor, an der Kirchenstraße zweigeschossiger Flügel, neuklassizistisch, vom Landbauamt Nürnberg (Karl Hoepfel), 1926/27, östlicher Teil des Haupttraktes 1965 aufgestockt. | D-5-63-000-966 Wikidata  | BW |
| Nürnberger Straße 21 (Standort)                         | Ehemaliges Verwaltungsgebäude der Deutschen Tafelglas AG | Dreigeschossiger traufseitiger Satteldachbau mit aufgesetztem Walmdach und reich gegliederter Sandsteinfassade mit Kolossalpilastern, zwei Schnitzerkern und breitem Walmdach-Zwerchhaus, reduziert historisierend, von Melchior Kürzdörfer, 1921/22. | D-5-63-000-967 Wikidata  | Ehemaliges Verwaltungsgebäude der Deutschen Tafelglas AG |
| Nürnberger Straße 21, früher Nr. 23 (Standort)          | Wohnhaus | Dreigeschossiger traufseitiger Satteldachbau mit Sandsteinfassade, rhythmisierter Fensteranordnung und mittigem Zwerchhaus, spätklassizistisch, von Konrad Jordan, 1853, Aufstockung und Zwerchhaus 1871. | D-5-63-000-968 Wikidata  | Wohnhaus |
| Nürnberger Straße 25 (Standort)                         | Wohnhaus in Ecklage | Dreigeschossiger Satteldachbau mit Sandsteinfassade und flachem Dreiecksgiebel an der abgeschrägten Ecke, frühe Neurenaissance, von Wolfgang Müller, 1880. | D-5-63-000-969 Wikidata  | weitere Bilder |
| Nürnberger Straße 27 (Standort)                         | Mietshaus in Ecklage | Viergeschossiger Satteldachbau mit reich gegliederter Sandsteinfassade, rustiziertem Erdgeschoss und polygonalem Eckturmerker mit Zwiebelhaube, Neurenaissance, von Ludwig Schmitz, 1883; bauliche Gruppe mit Goethestraße 2 / 4. | D-5-63-000-970 Wikidata  | weitere Bilder |
| Nürnberger Straße 31 (Standort)                         | Mietshaus in Ecklage | Viergeschossiger Satteldachbau mit reich gegliederter Sandsteinfassade und Flacherker auf Atlanten an der abgeschrägten Ecke, Neurenaissance, von David Röhm, 1883/84, Fassade an Nürnberger Straße nach Kriegsschaden in Putz erneuert. | D-5-63-000-971 Wikidata  | weitere Bilder |
| Nürnberger Straße 33a / Sommerstraße 2 (Standort)       | Mietshaus in Ecklage | Siehe Sommerstraße 2. | D-5-63-000-1308 Wikidata | Mietshaus in Ecklage |
| Nürnberger Straße 37 / 37a / 37b / 37c / 37d (Standort) | Ehemalige Fabrik- und Lagergebäude | Viergeschossiger, langgezogener Backsteinbau mit Pultdach und rechtwinklig angeschlossenem, zweigeschossigem Seitenflügel, von Fritz Walter, 1900. | D-5-63-000-1677 Wikidata | weitere Bilder |
| Nürnberger Straße 38 (Standort)                         | Mietshaus in Ecklage | Viergeschossiger Satteldachbau mit reich gegliederter Sandsteinfassade, rustiziertem Erdgeschoss, säulengestütztem Erker und hohem Dachaufsatz über Attika an der abgeschrägten Ecke, Neurenaissance, von Wolfgang Müller, bez. 1889; bauliche Gruppe mit Nürnberger Straße 40 / 42, Luisenstraße 1 / 3 und Hornschuchpromenade 1 / 2; Teil des Ensembles Hornschuchpromenade/Königswarterstraße. | D-5-63-000-972 Wikidata  | Mietshaus in Ecklage |
| Nürnberger Straße 39 (Standort)                         | Mietshaus | Viergeschossiger traufseitiger Satteldachbau mit reich gegliederter Sandsteinfassade, rustiziertem Erdgeschoss, Mittelerker und Volutenzwerchhaus, Neubarock, von Wilhelm Horneber, 1895–97. | D-5-63-000-973 Wikidata  | weitere Bilder |
| Nürnberger Straße 40 (Standort)                         | Mietshaus | Viergeschossiger traufseitiger Satteldachbau mit reich gegliederter Sandsteinfassade, rustiziertem Erdgeschoss, Eisengitterbalkonen und Dachaufsatz über Attika, Neurenaissance, von Wolfgang Müller, 1886; bauliche Gruppe mit Nürnberger Straße 38 / 42, Luisenstraße 1 / 3 und Hornschuchpromenade 1 / 2; Teil des Ensembles Hornschuchpromenade/Königswarterstraße. | D-5-63-000-974 Wikidata  | Mietshaus |
| Nürnberger Straße 41 / Maistraße 1 (Standort)           | Wohnhaus in Ecklage | Viergeschossiger Mansarddachbau mit Sandsteinfassade, polygonalem Eckerkerturm, Balkon-Erker-Gruppe an Südseite, Zwerchhaus mit Krüppelwalmdach und Breiterker mit Eisenbalkonbrüstung an Ostseite, Spätjugendstil, von Ebert und Müller, 1908/09. | D-5-63-000-975 Wikidata  | weitere Bilder |
| Nürnberger Straße 42 (Standort)                         | Mietshaus | Viergeschossiger Satteldachbau mit reich gegliederter Sandsteinfassade, rustiziertem Erdgeschoss und flachem Seitenrisalit mit hohem Steildach, Neurenaissance, von Wolfgang Müller, 1886; Rückgebäude, zweigeschossiger Backsteinbau mit Pultdach und Werksteingliederung, gleichzeitig; bauliche Gruppe mit Nürnberger Straße 38 / 40, Luisenstraße 1 / 3 und Hornschuchpromenade 1 / 2; Teil des Ensembles Hornschuchpromenade/Königswarterstraße. | D-5-63-000-976 Wikidata  | Mietshaus |
| Nürnberger Straße 43 (Standort)                         | Mietshaus in Ecklage | Dreigeschossiger Mansarddachbau mit reich gegliederter Sandsteinfassade, Zwerchhaus mit Ziergiebel, Erker und Dachausbau an der abgeschrägten Ecke, Neurenaissance, von Leo Gran, bez. 1887; bauliche Gruppe mit Nürnberger Straße 45 und Maistraße 2 / 4 / 6. | D-5-63-000-977 Wikidata  | weitere Bilder |
| Nürnberger Straße 45 (Standort)                         | Mietshaus | Dreigeschossiger Mansarddachbau mit reich gegliederter Sandsteinfassade, rustiziertem Erdgeschoss und Zwerchhaus mit Segmentgiebel, Neurenaissance, von Leo Gran, 1886/87; bauliche Gruppe mit Eckhaus Nürnberger Straße 43 und Maistraße 2 / 4 / 6. | D-5-63-000-978 Wikidata  | weitere Bilder |
| Nürnberger Straße 49 (Standort)                         | Mietshaus | Viergeschossiger Putzbau mit Mansarddach, Sandsteinerdgeschoss, Zwerchgiebel und zwischen Erkern eingespannten Gitterbalkonen, barockisierender Jugendstil, von Fritz Walter, 1910. | D-5-63-000-980 Wikidata  | weitere Bilder |
| Nürnberger Straße 51 (Standort)                         | Mietshaus | Viergeschossiger Mansarddachbau mit Sandsteinfassade, Flacherker mit Gitterbalkonbrüstung und Zwerchhaus über der östlichen Hälfte, barockisierender Jugendstil, von Fritz Walter, 1904/05; Rückflügel, viergeschossiger Backsteinbau mit Pultdach, gleichzeitig; bauliche Gruppe mit Eckhaus Tannenstraße 1. | D-5-63-000-982 Wikidata  | Mietshaus |
| Nürnberger Straße 56 / 58 (Standort)                    | Ehemaliges Exporthaus Kohnstam, später Fa. Gustav Schickedanz                                                                                                   | Langgestreckter, viergeschossiger Mansarddachbau mit reich gegliederter Sandsteinfassade, flachen Risaliten und Zwerchhäusern, Neubarock, von Adam Egerer, bez. 1897. | D-5-63-000-983 Wikidata  | Ehemaliges Exporthaus Kohnstam, später Fa. Gustav Schickedanz                                                                                                   |
| Nürnberger Straße 59 (Standort)                         | Mietshaus | Schmaler, viergeschossiger Putzbau mit Mansarddach, Sandsteinerdgeschoss und -gliederungen, Erker mit Balkonbrüstung und geschnitzten Dachgauben, im Neu-Nürnberger-Stil, von Fritz Walter, 1900/01; bauliche Gruppe mit Tannenstraße 2 / 4 / 6. | D-5-63-000-984 Wikidata  | Mietshaus |
| Nürnberger Straße 61 (Standort)                         | Mietshaus | Viergeschossiger traufseitiger Satteldachbau mit sehr reich gegliederter Sandsteinfassade mit Kolossalsäulen und -pilaster, Prunkerker mit Balkonbrüstung und Zwerchhaus, Neubarock, von Adam Egerer, 1890. | D-5-63-000-985 Wikidata  | Mietshaus |
| Nürnberger Straße 63 (Standort)                         | Mietshaus | Viergeschossiger traufseitiger Satteldachbau mit Sandsteinfassade und rustiziertem Erdgeschoss, Neurenaissance, von Wolfgang Müller, 1889/90; Rückgebäude, dreigeschossiger, abgewinkelter Backsteinbau mit Pultdach, gleichzeitig. | D-5-63-000-986 Wikidata  | Mietshaus |
| Nürnberger Straße 64 (Standort)                         | Mietshaus | Viergeschossiger traufseitiger Putzbau mit Mansarddach, Sandsteinerdgeschoss und -lisenen, Segmenterker mit Eisenbalkonbrüstung, Loggien mit Balustraden und Walmdachzwerchhaus, neuklassizistisch mit Jugendstilanklängen, von Julius Leonhardt, 1910. | D-5-63-000-987 Wikidata  | Mietshaus |
| Nürnberger Straße 65 (Standort)                         | Mietshaus | Dreigeschossiger Mansarddachbau mit reich gegliederter Sandsteinfassade, rustiziertem Erdgeschoss und Zwerchhaus mit Segmentgiebel, Neurenaissance, von Moritz Haubrich, 1885/86. | D-5-63-000-988 Wikidata  | Mietshaus |
| Nürnberger Straße 69 (Standort)                         | Mietshaus in Ecklage | Viergeschossiger Satteldachbau mit Sandsteinfassade, rustiziertem Erdgeschoss, Erker mit Eisenbalkonbrüstung und polygonalem Eckerkerturm, Neubarock, von Adam Egerer, 1897/98; bauliche Gruppe mit Nürnberger Straße 71. | D-5-63-000-990 Wikidata  | weitere Bilder |
| Nürnberger Straße 71 (Standort)                         | Mietshaus | Viergeschossiger traufseitiger Satteldachbau mit Sandsteinfassade, rustiziertem Erdgeschoss und Erker mit Eisenbalkonbrüstung, Neubarock, von Adam Egerer, 1898; bauliche Gruppe mit Eckhaus Nürnberger Straße 69. | D-5-63-000-992 Wikidata  | weitere Bilder |
| Nürnberger Straße 73 (Standort)                         | Mietshaus | Viergeschossiger Mansarddachbau mit reich gegliederter Sandsteinfassade, rustiziertem Erdgeschoss, Erker, Schnitzgauben und hohem Zwerchhausgiebel, im Neu-Nürnberger-Stil, von Gustav Hübler, bez. 1903; Rückgebäude, zwei- bis viergeschossiger Putzbau mit Pultdach, gleichzeitig, später aufgestockt. | D-5-63-000-994 Wikidata  | weitere Bilder |
| Nürnberger Straße 74 (Standort)                         | Wohnhaus in Ecklage | Zweigeschossiger traufseitiger Sandsteinbau mit Satteldach, Mezzaningeschoss und reichem Dekor um die Bogenfenster im Mittelrisalit, spätklassizistisch, von Wolfgang Müller, 1878, Fensterumbau im Obergeschoss 1906. | D-5-63-000-995 Wikidata  | Wohnhaus in Ecklage |
| Nürnberger Straße 75 (Standort)                         | Mietshaus in Ecklage | Viergeschossiger Mansarddachbau mit Sandsteinfassade, Zwerchhäusern mit geschweiften Giebeln, Erkern und Loggien und polygonalem Holzturm mit Spitzdach an der Ecke, im Neu-Nürnberger-Stil, von Gustav Hübler, 1903/04. | D-5-63-000-996 Wikidata  | weitere Bilder |
| Nürnberger Straße 76 (Standort)                         | Mietshaus | Dreigeschossiger traufseitiger Satteldachbau mit Sandsteinfassade, betonter Mittelachse und Zwerchhaus, frühe Neurenaissance mit klassizistischen Nachklängen, von Johann Christoph Kißkalt, 1880. | D-5-63-000-997 Wikidata  | BW |
| Nürnberger Straße 78 (Standort)                         | Mietshaus | Viergeschossiger traufseitiger Satteldachbau mit Sandsteinfassade, rustiziertem Erdgeschoss und Mittelerker, Neurenaissance, von Georg Müller, 1889; Rückgebäude, dreigeschossiger Backsteinbau mit Pultdach und Sandsteinfensterrahmungen, gleichzeitig. | D-5-63-000-998 Wikidata  | BW |
| Nürnberger Straße 79 (Standort)                         | Mietshaus in Ecklage | Viergeschossiger Mansarddachbau mit reich gegliederter Sandsteinfassade, beiderseits mit Erkern mit Eisenbalkonbrüstung und Eckturmaufsatz, barockisierender Jugendstil, Sandstein, von Bräutigam und Wiessner, 1906/07. | D-5-63-000-999 Wikidata  | weitere Bilder |
| Nürnberger Straße 81 (Standort)                         | Mietshaus | Viergeschossiger traufseitiger Satteldachbau mit Sandsteinfassade, Lisenengliederung, attikaartigem Zwerchhaus und breitem, polygonalem Mittelerker, Jugendstil, von Bräutigam und Wiessner, bez. 1905; Rückgebäude, viergeschossiger Putzbau mit Pultdach, gleichzeitig; Rückgebäude, zweigeschossiger Putzbau mit Pultdach, gleichzeitig. | D-5-63-000-1000 Wikidata | weitere Bilder |
| Nürnberger Straße 82 (Standort)                         | Mietshaus | Viergeschossiger Mansarddachbau mit Sandsteinfassade, Neurenaissance, von Carl Frank, 1902. | D-5-63-000-1001 Wikidata | BW |
| Nürnberger Straße 83 (Standort)                         | Mietshaus | Viergeschossiger Mansarddachbau mit Sandsteinfassade, Erker und seitlichem Zwerchgiebel, Jugendstil, von Leo Gran nach Entwurf von Fritz Walter, 1905/06; Rückflügel, dreigeschossiger Backsteinbau mit flachem Terrassendach, gleichzeitig; Rückgebäude, abgewinkelter, dreigeschossiger Putzbau mit Pultdach, gleichzeitig; symmetrische bauliche Gruppe mit Nürnberger Straße 85. | D-5-63-000-1002 Wikidata | weitere Bilder |
| Nürnberger Straße 84 (Standort)                         | Mietshaus in Ecklage | Dreigeschossiger Mansarddachbau mit Sandsteinfassade, rustiziertem Erdgeschoss und abgeschrägter Ecke, Neurenaissance, von Johann Gran, 1882; Teil des Ensembles Hornschuchpromenade/Königswarterstraße. | D-5-63-000-1003 Wikidata | Mietshaus in Ecklage |
| Nürnberger Straße 85 (Standort)                         | Mietshaus | Viergeschossiger Mansarddachbau mit Sandsteinfassade, Erker und seitlichem Zwerchgiebel, Jugendstil, von Leo Gran nach Entwurf von Fritz Walter, 1907/08; Rückflügel, dreigeschossiger Backsteinbau mit flachem Terrassendach, gleichzeitig; symmetrische bauliche Gruppe mit Nürnberger Straße 83. | D-5-63-000-1004 Wikidata | weitere Bilder |
| Nürnberger Straße 87 (Standort)                         | Mietshaus | Viergeschossiger Mansarddachbau mit Sandsteinfassade, reich dekoriertem Mittelerker und hölzernem Dacherker mit Spitzhelm, im Neu-Nürnberger-Stil, von Fritz Walter, 1898/99; bauliche Gruppe mit Nürnberger Straße 89 und Spiegelstraße 1 / 3. | D-5-63-000-1005 Wikidata | Mietshaus |
| Nürnberger Straße 88 (Standort)                         | Mietshaus | Viergeschossiger traufseitiger Satteldachbau mit sehr reich gegliederter Sandsteinfassade und Polygonalerker mit Eisenbalkonbrüstung, Neubarock, von Max Mayer, 1891/92; bauliche Einheit mit Jakobinenstraße 8 und bauliche Gruppe mit Jakobinenstraße 6; Teil des Ensembles Hornschuchpromenade/Königswarterstraße. | D-5-63-000-1006 Wikidata | weitere Bilder |
| Nürnberger Straße 89 (Standort)                         | Mietshaus in Ecklage | Viergeschossiger Mansarddachbau mit Sandsteinfassade, Erkern. Zwerchgiebel, hölzernem Dacherker mit Spitzhelm und polygonalem Eckturmerker, im Neu-Nürnberger-Stil, von Fritz Walter, 1898/99; bauliche Gruppe mit Nürnberger Straße 87 und Spiegelstraße 1 / 3. | D-5-63-000-1007 Wikidata | Mietshaus in Ecklage |
| Nürnberger Straße 90 (Standort)                         | Mietshaus in Gaststätte | Dreigeschossiger Mansarddachbau mit Sandsteinfassade, erhöhtem Mittelrisalit, Lisenengliederung und rustiziertem Erdgeschoss, Neurenaissance, von Wolfgang Müller, 1883/84; Rückgebäude, zweigeschossiger Sandsteinbau mit Mansarddach, gleichzeitig; Rückgebäude, erdgeschossiger, verputzter Backsteinbau mit Pultdach, gleichzeitig; Rückgebäude, zweigeschossiger Putzbau mit Pultdach, gleichzeitig. | D-5-63-000-1008 Wikidata | Mietshaus in Gaststätte |
| Nürnberger Straße 91 / 93 / 95 (Standort)               | Ehemaliges Exporthaus Borgfeldt, später Verwaltung des Versandhauses Quelle, seit 2010 Außenstelle und seit Oktober 2016 Hauptsitz des Landesamts für Statistik | Viergeschossiger, verputzter Monumentalbau mit Mansarddach, Sandsteinerdgeschoss, Zwerchgiebel und polygonale Eckerker mit Schweifkuppeln, reduziert historisierend, von Fritz Walter, 1907/08. | D-5-63-000-1009 Wikidata | Ehemaliges Exporthaus Borgfeldt, später Verwaltung des Versandhauses Quelle, seit 2010 Außenstelle und seit Oktober 2016 Hauptsitz des Landesamts für Statistik |
| Nürnberger Straße 97 (Standort)                         | Mietshaus in Ecklage | Viergeschossiger Mansarddachbau mit Sandsteinfassade, verputzter Fachwerk-Mansarde, hölzernen Dacherkern, Erker und rundem Eckerkerturm zwischen Zwerchhausgiebeln, im Neu-Nürnberger-Stil, 1902; bauliche Gruppe mit Nürnberger Straße 99. | D-5-63-000-1010 Wikidata | Mietshaus in Ecklage |
| Nürnberger Straße 99 (Standort)                         | Mietshaus | Viergeschossiger Mansarddachbau mit Sandsteinfassade, Fachwerk-Mansarde, Mittelerker und Volutenzwerchgiebel, im Neu-Nürnberger-Stil, 1902/03; bauliche Gruppe mit Eckhaus Nürnberger Straße 97. | D-5-63-000-1752 Wikidata | Mietshaus |
| Nürnberger Straße 100 (Standort)                        | Mietshaus | Viergeschossiger traufseitiger Satteldachbau mit Sandsteinfassade und flachem Mittelrisalit mit Erker und kleinem Zwerchhaus, Neubarock, von Fritz Walter, 1898/99. | D-5-63-000-1011 Wikidata | BW |
| Nürnberger Straße 102 (Standort)                        | Mietshaus | Viergeschossiger Mansarddachbau mit sehr reich gegliederter Sandsteinfassade, Fachwerk-Mansarde, zwei Erkern und geschweiften Zwerchhausgiebeln, im Neu-Nürnberger-Stil mit Jugendstil-Elementen, von Georg Müller, 1901/02. | D-5-63-000-1012 Wikidata | weitere Bilder |
| Nürnberger Straße 103 (Standort)                        | Mietshaus | Viergeschossiger traufseitiger Satteldachbau mit reich gegliederter Sandsteinfassade und Mittelerker, Neurenaissance, wohl von Wilhelm Horneber, 1893. | D-5-63-000-1013 Wikidata | Mietshaus |
| Nürnberger Straße 104 / 106 (Standort)                  | Doppelmietshaus | Viergeschossiger Mansarddachbau mit symmetrischer Sandsteinfassade, Fachwerk-Mansarde, Erkern und Zwerchgiebeln, im Neu-Nürnberger-Stil, wohl von J. Konrad Merkl, 1899. | D-5-63-000-1014 Wikidata | BW |
| Nürnberger Straße 108 (Standort)                        | Mietshaus | Fünfgeschossiger traufseitiger Putzbau mit Satteldach, Sandsteinerdgeschoss und -gliederung, Loggien mit Eisenbrüstungen und Zwerchgiebel, in historisierenden Formen mit Jugendstil-Nachklängen, von Julius Leonhardt, 1909. | D-5-63-000-1015 Wikidata | BW |
| Nürnberger Straße 109 (Standort)                        | Mietshaus | Fünfgeschossiger traufseitiger Satteldachbau mit reich gegliederter Sandsteinfassade, Mittelerker und Zwerchgiebel, Neubarock, von Adam Egerer, 1903/04. | D-5-63-000-1016 Wikidata | weitere Bilder |
| Nürnberger Straße 110 (Standort)                        | Mietshaus | Fünfgeschossiger traufseitiger Putzbau mit Satteldach, Sandsteinerdgeschoss und -gliederung, Loggien mit Eisenbalkonbrüstungen, hohem Zwerchgiebel und reichem Rundbogenportal, in historisierenden Formen mit Jugendstil-Nachklängen, von Carl Hartmann, 1908/09. | D-5-63-000-1017 Wikidata | BW |
| Nürnberger Straße 111 (Standort)                        | Mietshaus | Fünfgeschossiger traufseitiger Satteldachbau mit reich gegliederter Sandsteinfassade, Mittelerker mit Eisenbalkonbrüstung und kleinem Segment-Zwerchgiebel, Neubarock, von Bräutigam und Wiessner, 1906/07; bauliche Gruppe mit Eckhaus Nürnberger Straße 111a. | D-5-63-000-1018 Wikidata | Mietshaus |
| Nürnberger Straße 111a (Standort)                       | Mietshaus in Ecklage | Viergeschossiger Mansarddachbau mit reich gegliederter Sandsteinfassade, Zwerchhaus an der Südseite und Putzfassade mit Sandsteinerdgeschoss an der Ostseite, Neubarock, von Bräutigam und Wiessner, 1906/07; bauliche Gruppe mit Nürnberger Straße 111. | D-5-63-000-1763 Wikidata | Mietshaus in Ecklage |
| Nürnberger Straße 112 (Standort)                        | Mietshaus | Viergeschossiger traufseitiger Satteldachbau mit Sandsteinfassade, Segmenterker und geschweiftem Zwerchhausgiebel, Segmenterker, in historisierenden Formen, von Carl Hartmann, bez. 1908; bauliche Gruppe mit Nürnberger Straße 114 / 116. | D-5-63-000-1019 Wikidata | BW |
| Nürnberger Straße 113 (Standort)                        | Mietshaus in Ecklage | Viergeschossiger Mansarddachbau mit Sandsteinfassade, Polygonalerker, Zwerchhäusern und Eckerkerturm, im Neu-Nürnberger-Stil, von Johann Hertlein, 1901; bauliche Gruppe mit Lobitzstraße 2 / 4 / 6 / 8 / 10. | D-5-63-000-1020 Wikidata | Mietshaus in Ecklage |
| Nürnberger Straße 114 (Standort)                        | Mietshaus | Viergeschossiger traufseitiger Satteldachbau mit Sandsteinfassade, Flachreliefdekor, geschweiftem Zwerchhausgiebel und Dachloggien mit Eisenbalkonbrüstung, Jugendstil, von Johann Dorner, bez. 1908; bauliche Gruppe mit Nürnberger Straße 112 / 116. | D-5-63-000-1021 Wikidata | BW |
| Nürnberger Straße 115 (Standort)                        | Mietshaus | Viergeschossiger Mansarddachbau mit reich gegliederter Sandsteinfassade, Mittelerker und Zwerchhaus mit Voluten-Dreiecksgiebel, Neurenaissance mit barockisierenden Formen, von Georg Philipp Höfler, bez. 1901. | D-5-63-000-1022 Wikidata | Mietshaus |
| Nürnberger Straße 116 (Standort)                        | Mietshaus | Viergeschossiger traufseitiger Satteldachbau mit Sandsteinfassade, Segmenterker mit Balkonbrüstung, breitem Zwerchhaus und einseitiger Dachloggia mit Balkonbrüstung, in historisierenden Formen mit Jugendstil-Nachklängen, von Carl Hartmann, bez. 1908; Rückflügel, viergeschossiger Backsteinbau mit Mansarddach, gleichzeitig; bauliche Gruppe mit Nürnberger Straße 112 / 114. | D-5-63-000-1023 Wikidata | BW |
| Nürnberger Straße 117 (Standort)                        | Mietshaus | Viergeschossiger Mansarddachbau mit reich gegliederter Sandsteinfassade, geschweiften Gitterbalkonen und Zwerchhaus mit Dreiecksgiebel, in neugotischen und Jugendstil-Formen, von Johann Dorner, 1901/02. | D-5-63-000-1024 Wikidata | Mietshaus |
| Nürnberger Straße 119 (Standort)                        | Mietshaus | Viergeschossiger Mansarddachbau mit Sandsteinfassade, Mittelerker, Zwerchhaus mit Ziergiebel und ausgebautem Dachgeschoss, im Neu-Nürnberger-Stil, vielleicht von Johann Dorner, 1901/02; bauliche Gruppe mit Eckhaus Nürnberger Straße 121. | D-5-63-000-1025 Wikidata | Mietshaus |
| Nürnberger Straße 121 (Standort)                        | Mietshaus in Ecklage | Viergeschossiger Mansarddachbau mit Sandsteinfassade, Zwerchhaus mit Dreiecksgiebel, Zeltdachgauben und Eckerkerturm, im Neu-Nürnberger-Stil, von Johann Dorner, 1901; bauliche Gruppe mit Nürnberger Straße 119. | D-5-63-000-1026 Wikidata | Mietshaus in Ecklage |
| Nürnberger Straße 127 (Standort)                        | Geschäftshaus | Dreigeschossiger Putzbau mit Sandsteinerdgeschoss, Mansarddach, breitem Zwerchhaus mit Dreiecksgiebel und Säulenportal, neuklassizistisch, von Hans Müller, bez. 1922. | D-5-63-000-1027 Wikidata | weitere Bilder |
| Nürnberger Straße 129 (Standort)                        | Ehemaliges Exporthaus Berlin | Viergeschossiger Eisenbetonbau mit Putzfassade, Sandsteinerdgeschoss, Mansarddach, rundem Eckerker und skulpturiertem Portal, in historisierenden Formen, von Fritz Walter, 1908, nach Kriegsschaden aufgestockt; siehe auch Kurgartenstraße 1. | D-5-63-000-1028 Wikidata | weitere Bilder |
| Nürnberger Straße 132 (Standort)                        | Mietshaus | Viergeschossiger traufseitiger Satteldachbau mit Putzfassade, Sandsteinerdgeschoss, seitlichen Segmenterkern, Kolossalsäulen und breitem Walmdachzwerchhaus, neuklassizistisch, von Peringer und Rogler, 1911/12; bauliche Gruppe mit dem Rückgebäude Hornschuchpromenade 44. | D-5-63-000-1029 Wikidata | BW |
| Nürnberger Straße 134 (Standort)                        | Mietshaus | Viergeschossiger traufseitiger Satteldachbau mit Sandsteinfassade, Erkern, Eisenbalkonbrüstung, hölzernen Dachgauben und Zwerchhaus mit Volutengiebel, im Neu-Nürnberger-Stil, von Ebert und Müller, 1907/08; bauliche Gruppe mit Nürnberger Straße 136. | D-5-63-000-1030 Wikidata | BW |
| Nürnberger Straße 136 (Standort)                        | Mietshaus | Viergeschossiger traufseitiger Satteldachbau mit Sandsteinfassade, Erker, Eisenbalkonbrüstung, hölzernen Dachgauben und Zwerchhaus mit Krüppelwalmdach, im Neu-Nürnberger-Stil, von Ebert und Müller, 1907/08; bauliche Gruppe mit Nürnberger Straße 134. | D-5-63-000-1764 Wikidata | BW |
| Nürnberger Straße 147 (Standort)                        | Autohaus Pillenstein | Ausstellungs- und Verwaltungsgebäude, dreigeschossiger Ortbetonbau mit Flachdach, verfugter Plattenverkleidung und hinter Betonpfeilern zurückgesetztem, verglastem Erdgeschoss; Werkstattanlagen, mehrteiliger Gebäudekomplex aus Ortbeton mit befahrbarer Dachterrasse und Waschstraße; sämtlich von Bernhard Heid, 1966. | D-5-63-000-1693 Wikidata | weitere Bilder |
| Nürnberger Straße 158 (Standort)                        | Mietshaus in Ecklage | Viergeschossiger Mansarddachbau mit Sandsteinfassade, Erker und Zwerchhaus mit hohem Volutengiebel, im Neu-Nürnberger-Stil, von Fritz Walter, 1903/04; bauliche Gruppe mit Hornschuchpromenade 49 / 50. | D-5-63-000-1031 Wikidata | BW |
| Nürnberger Straße 160 (Standort)                        | Mietshaus | Viergeschossiger Mansarddachbau mit Putzfassade, geschweiftem Portal- und Zwerchhausgiebel, neuklassizistisch mit barockisierenden Anklängen, im Kern 19. Jahrhundert, von Wolfgang Steidel und Heinrich Gehring, 1911; Rückgebäude, zweigeschossiger Satteldachbau mit Fachwerkobergeschoss und erdgeschossigem Anbau mit flachem Pultdach und Aufzugsgaube, wohl gleichzeitig; Schuppen, erdgeschossiger, verputzter Fachwerkbau mit Ziegelausfachung und Pultdach, gleichzeitig. | D-5-63-000-1032 Wikidata | BW |
| Nürnberger Straße 162 (Standort)                        | Mietshaus | Viergeschossiger traufseitiger Satteldachbau mit Sandsteinfassade, geschweiftem Zwerchhausgiebel und Fachwerkdachgeschoss, im Neu-Nürnberger-Stil, von Karl Gran, 1900/01. | D-5-63-000-1033 Wikidata | BW |
| Nürnberger Straße 168 (Standort)                        | Mietshaus | Dreigeschossiger Mansarddachbau mit Sandsteinfassade, rustiziertem Erdgeschoss, Neurenaissance, von Albin Kupfer, 1891; Schuppen, erdgeschossiger Putzbau mit flachem Pultdach, gleichzeitig; zusammen mit Nürnberger Straße 170 / 172 / 174 zur Hausgruppe der sogenannten „Sieben Häuser“ gehörig. | D-5-63-000-1034 Wikidata | BW |
| Nürnberger Straße 170 (Standort)                        | Mietshaus | Dreigeschossiger Mansarddachbau mit Sandsteinfassade, rustiziertem Erdgeschoss und hölzernen Dachgauben, Neurenaissance, von Vinzenz Rausch, 1891; zusammen mit Nürnberger Straße 168 / 172 / 174 zur Hausgruppe der sogenannten „Sieben Häuser“ gehörig. | D-5-63-000-1765 Wikidata | BW |
| Nürnberger Straße 172 (Standort)                        | Mietshaus | Viergeschossiger traufseitiger Satteldachbau mit Sandsteinfassade, rustiziertem Erdgeschoss, Neurenaissance, von Vinzenz Rausch, 1891, Aufstockung wohl zweite Hälfte 20. Jahrhundert; zusammen mit Nürnberger Straße 168 / 170 / 174 zur Hausgruppe der sogenannten „Sieben Häuser“ gehörig. | D-5-63-000-1766 Wikidata | BW |
| Nürnberger Straße 174 (Standort)                        | Miethaus | Dreigeschossiger Mansarddachbau mit Sandsteinfassade, rustiziertem Erdgeschoss, Neurenaissance, von Albin Kupfer, 1890; zusammen mit Nürnberger Straße 168 / 170 / 172 zur Hausgruppe der sogenannten „Sieben Häuser“ gehörig. | D-5-63-000-1767 Wikidata | BW |

## Ehemalige Baudenkmäler
In diesem Abschnitt sind Objekte aufgeführt, die früher einmal in der Denkmalliste eingetragen waren, jetzt aber nicht mehr. Objekte, die in anderem Zusammenhang also z. B. als Teil eines Baudenkmals weiter eingetragen sind, sollen hier nicht aufgeführt werden. Aktennummern in diesem Abschnitt sind ehemalige, jetzt nicht mehr gültige Aktennummern.

| Lage                           | Objekt                         | Beschreibung | Akten-Nr.               | Bild |
| ------------------------------ | ------------------------------ | --- | ----------------------- | ---- |
| Nürnberger Straße 8 (Standort) | Wohnhaus, jetzt mit Gaststätte | Dreigeschossiger Satteldachbau mit Sandsteinfassade, flachem Mittelrisalit und Konsoltraufgesims, im Kern klassizistisch von Johann Heinrich Jordan, 1829, Aufstockung und teilweise Veränderungen in Neurenaissanceformen von Adam Egerer, 1893; Rückgebäude, erdgeschossiger Sandsteinbau mit Pultdach, wohl zweite Hälfte 19. Jahrhundert. | D-5-63-000-962 Wikidata | BW   |